# Paulo Assunção
Paulo Assunção da Silva (ur. 25 stycznia 1980 w Várzea Grande) – brazylijski piłkarz występujący na pozycji pomocnika. W 2014 roku zakończył karierę.

## Kariera klubowa
Paulo Assunção zawodową karierę rozpoczynał w 2000 w SE Palmeiras. Stamtąd trafił do FC Porto, jednak nie przebił się do podstawowej kadry „Smoków” i występował w drugiej drużynie. W 2001 Brazylijczyk powrócił do Palmeiras, by po roku znów wyjechać do Portugalii. Tam Assunção podpisał kontrakt z Nacional Funchal. W BWIN Lidze Paulo zadebiutował 26 stycznia 2003 w pojedynku przeciwko Vitórii SC. Brazylijski pomocnik w Nacionalu spędził dwa sezony, w trakcie których rozegrał 50 spotkań i strzelił dwa gole.
W 2004 podpisał kontrakt z występującym w Alpha Ethniki AEK-iem Ateny. Grał tam jednak tylko przez jeden sezon, po czym zdecydował się na powrót do FC Porto. Na Estádio do Dragão udało mu się przebić do pierwszej drużyny. W 2005 zdobył Superpuchar Portugalii, w 2006 zanotował zwycięstwo w rozgrywkach ligowych oraz krajowym pucharze. W 2007 Assunção wraz z Porto po raz drugi w karierze wywalczył mistrzostwo Portugalii, a po kolejny tytuł mistrza kraju sięgnął w następnym sezonie.
29 maja 2008 na prawie Webstera rozwiązał umowę z dotychczasowym klubem. 6 lipca podpisał kontrakt z Atlético Madryt, w barwach którego 31 sierpnia w wygranym 4:0 meczu z Málagą zadebiutował w Primera División. Linię pomocy w ekipie „Los Rojiblancos” stworzył razem Maxi Rodríguez, Simão Sabrosą oraz Manichem.
22 lipca 2012 roku podpisał roczną umowę z São Paulo FC.